# Nepomuki Szent János-oszlop (Bagota)
Koordináták: é. sz. 47° 53′ 13″, k. h. 18° 11′ 52″47.886883°N 18.197800°E

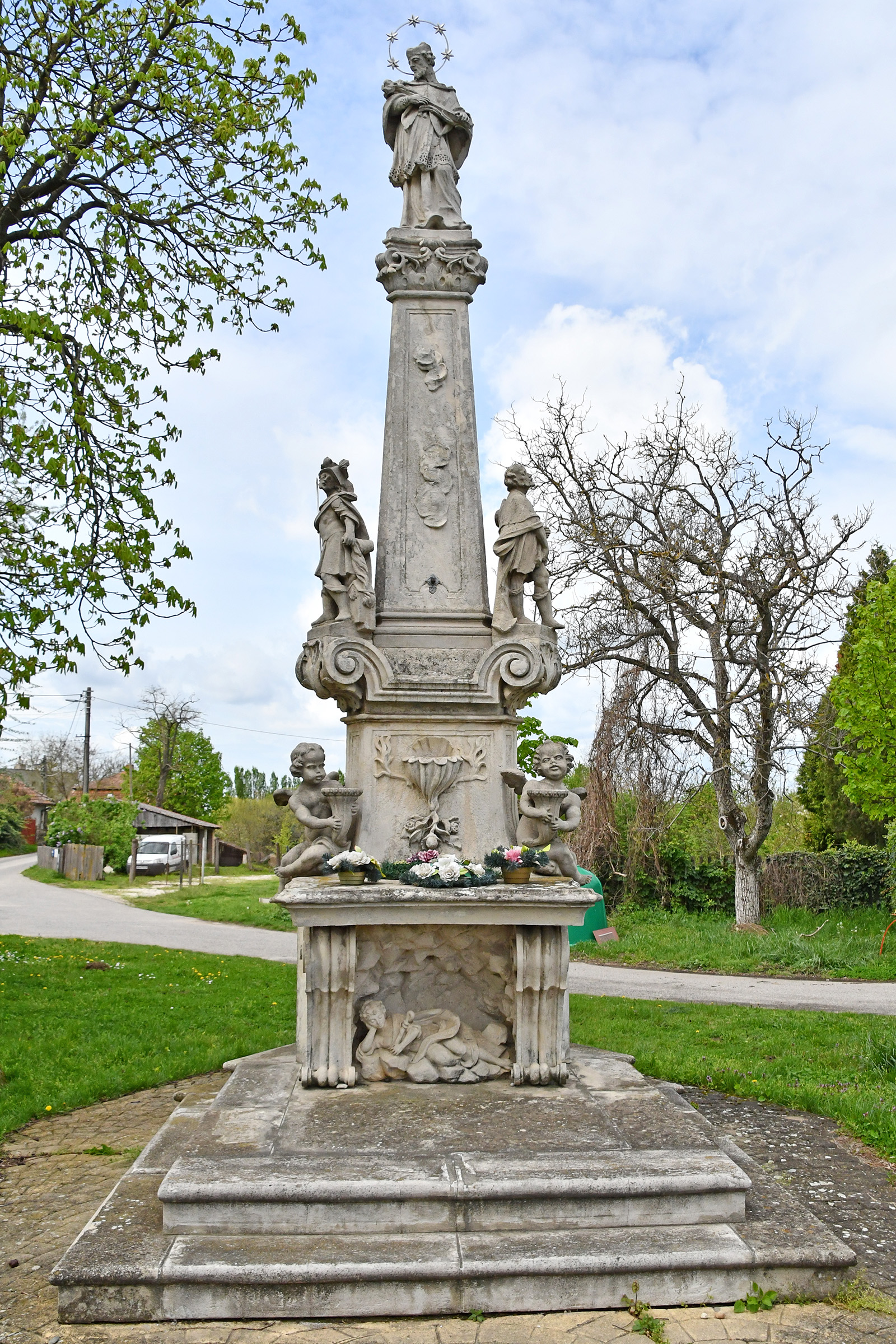
A Nepomuki Szent János-szoborcsoport

A Nepomuki Szent János-oszlop a szlovákiai Bagota település (1971 óta Ógyalla városrésze) barokk stílusú műemléke. A 64-es főút mellett áll, a település központjában. A népnyelv gyakran Szentháromság néven is emlegeti.

## Leírása
A mészkőből készült szoborcsoport a 64-es (Komáromot Érsekújvárral összekötő) főút nyugati oldalán áll, Bagota központjában. Gesztenye- és tujafák veszik körül, déli szomszédja a 19. században épült, az 1990-es években újjáépített református harangláb.
Szabálytalan hatszög alapú lépcsős emelvényen, háromszög alapú pillértörzsre ültetett, felhőgomolyagokkal díszített obeliszken áll a szoborcsoport központi alakja, Nepomuki Szent János szobra, feje felett hatágú csillagokkal ékesített dicsfénnyel. A szobor jobb kezével mellkasára öleli a pálmaággal összefogott feszületet. A posztamens alsó részén, volutás konzolokon állnak Szent Flórián, Szent Rókus és Szent Sebestyén szoboralakjai, alattuk pedig három angyalszobor látható, kezükben bőségszaruval. A szoborkompozíció frontoldalán, oltárasztal alatt a barlangjában fekvő Szent Rozália alakja látható.

## Története

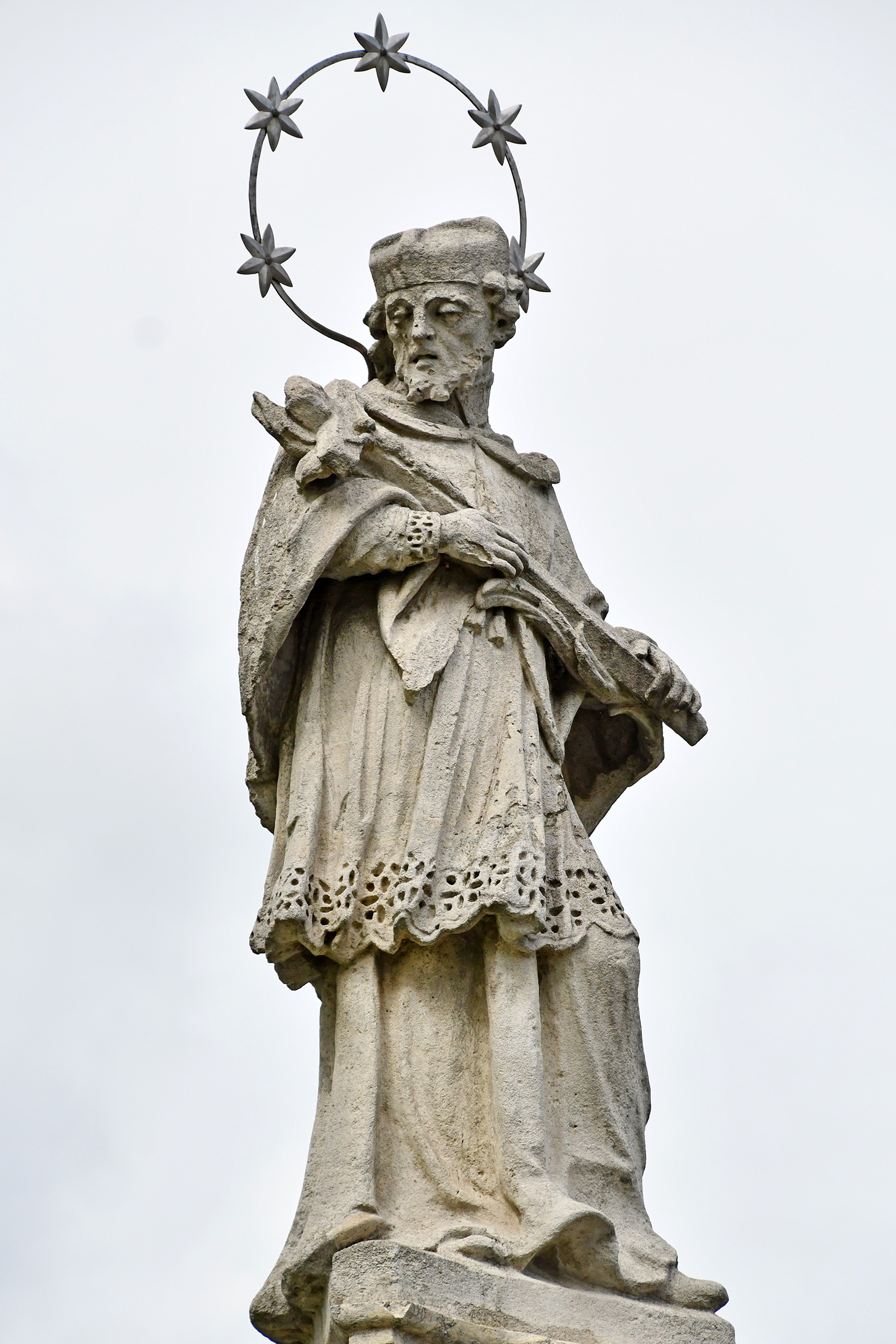
Nepomuki Szent János szoboralakja

A szoborcsoportot az Ordódy-család (mely Bagota legnagyobb birtokosa volt) emeltette 1770 körül. A szobor fenntartására Ordódy Tódor esztergomi kanonok 1864. január 25-i végrendeletében 100 forintnyi alapítványt tett (ez később elértéktelenedett). 1899-ben a szobrot és mellékalakjait Andrejka József budapesti szobrászművész felújította. A 19. század végén a szoborcsoport egyes részeit leszerelték és Budapestre vitték.
1900-ban a Komárom vármegyei és városi Múzeum Egyesület felhívást intézett a vármegye lakosságához a műemlék védelméért (a szobrot az Országos Múzeum Egyesület műemlékként tartotta számon). Ordódy Antal 300 koronás alapítványt tett a század elején a szobor védelmére.
1938 novemberében a szobrot megrongálták, az angyalok lábait letörték, majd később Szent Rozália alakját is darabokra törték. Ebben az évben a bagotaiak a szobornál fogadták a bevonuló honvédeket. A második világháború előtt a Nepomuki Szent János ünnepéhez legközelebbi vasárnapon litániát tartottak itt. Az 1990-es évekig a szobornál búcsúkor kirakodóvásárt tartottak, a körhinta is itt állt. Sokáig a szoborcsoportnál tartották az oláhcigányok hagyományos esküvőiket, ahol a vajda adta össze a párokat.
Dénes Éva 1989-ben kéziratában írta le a szobor állapotát és hívta fel a figyelmet a restaurálás szükségességére (egyben a szobor áthelyezését is javasolta a forgalmas útvonal mellől). Ekkoriban még alacsony téglakerítés övezte a szobrot, Szent Rókus alakja fej és láb nélkül állt, Szent Rozália szobra is szinte felismerhetetlen volt. Az 1990-es években a szoborcsoportot felújították, visszahelyezték rá azokat az elemeket, melyeket korábban a Szent Anna-templomba menekítettek. Szent Rókus szobrát másolattal kellett pótolni, mivel az eredeti addigra eltűnt.

## Képtár

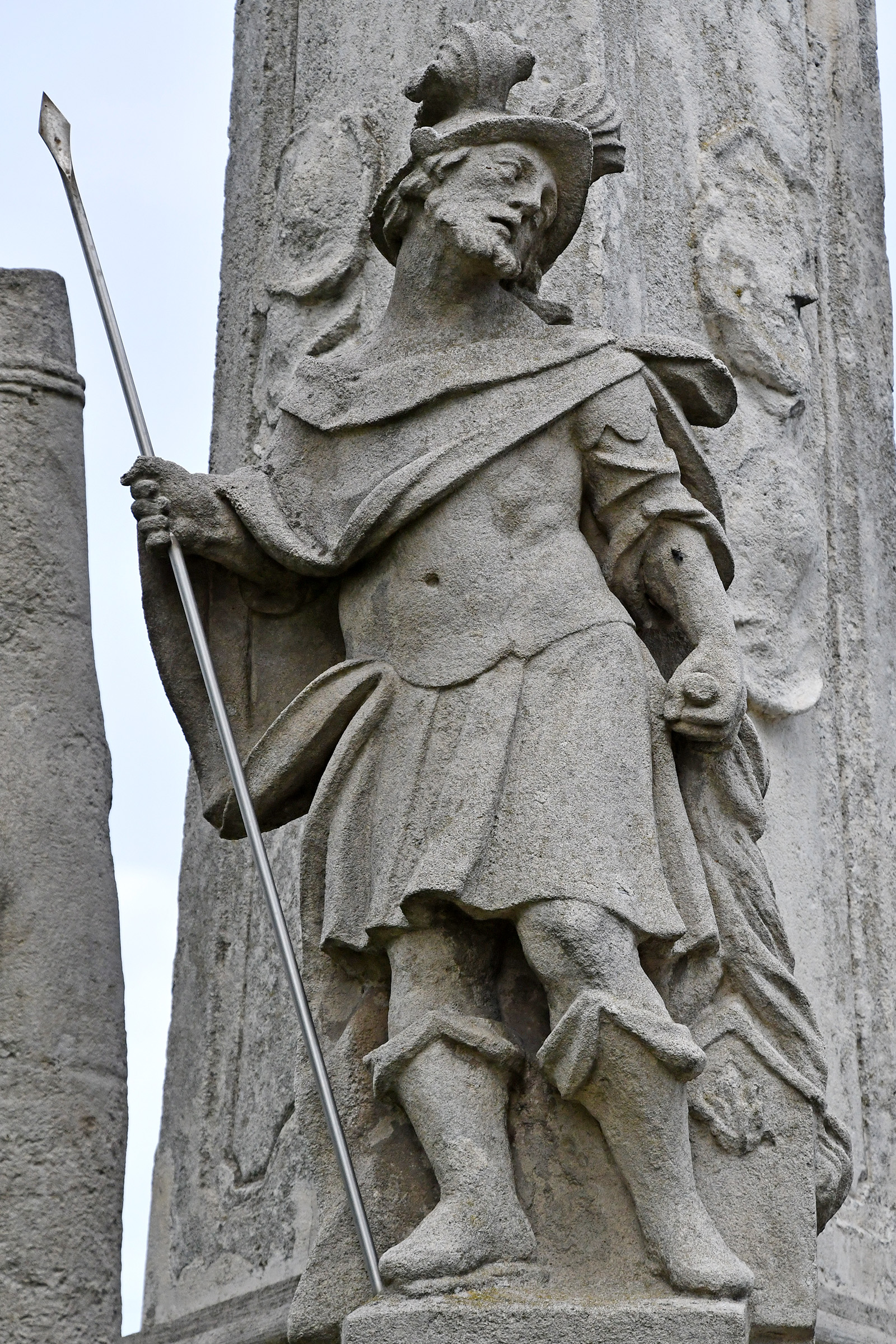
Szent Flórián szobra
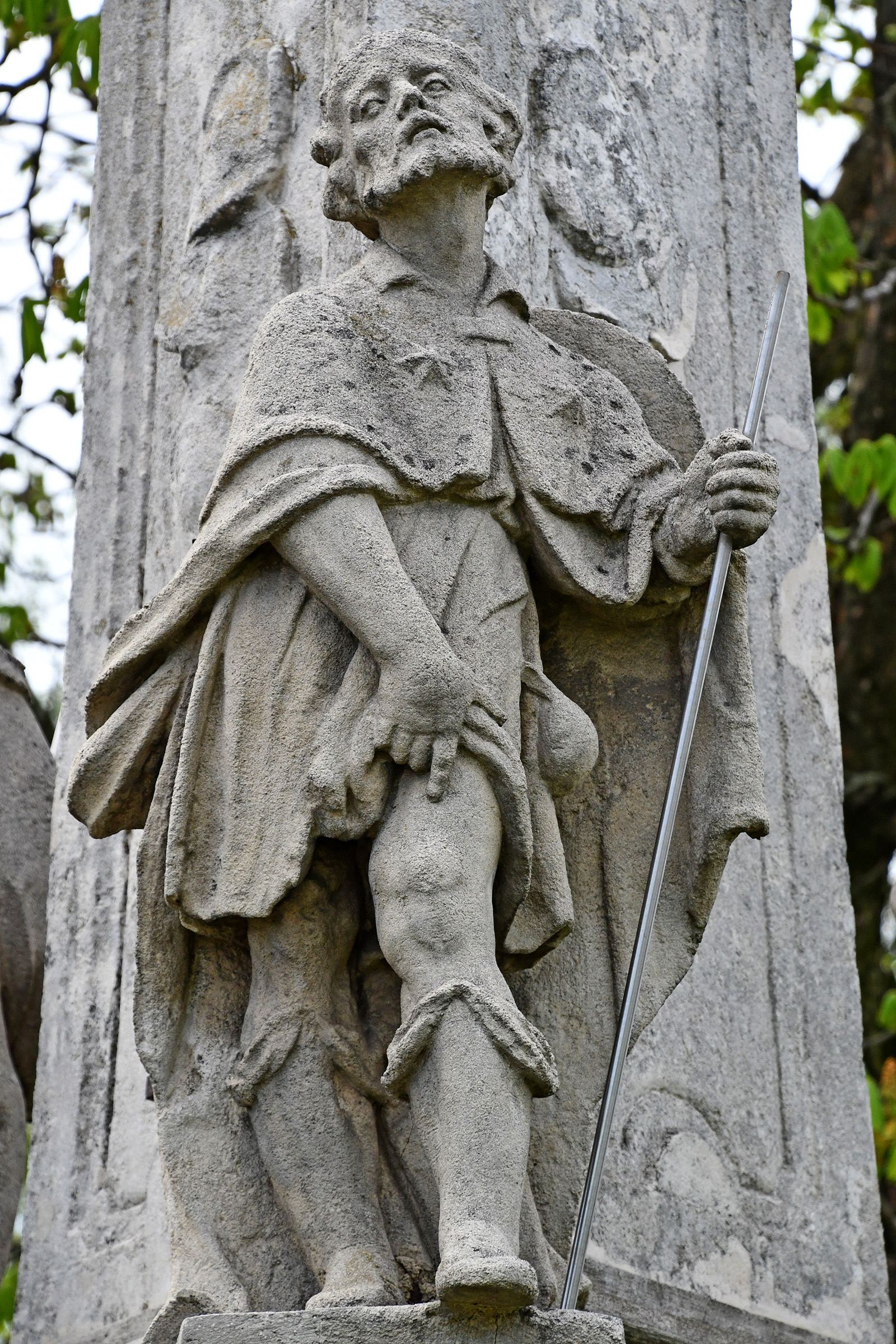
Szent Rókus szobra
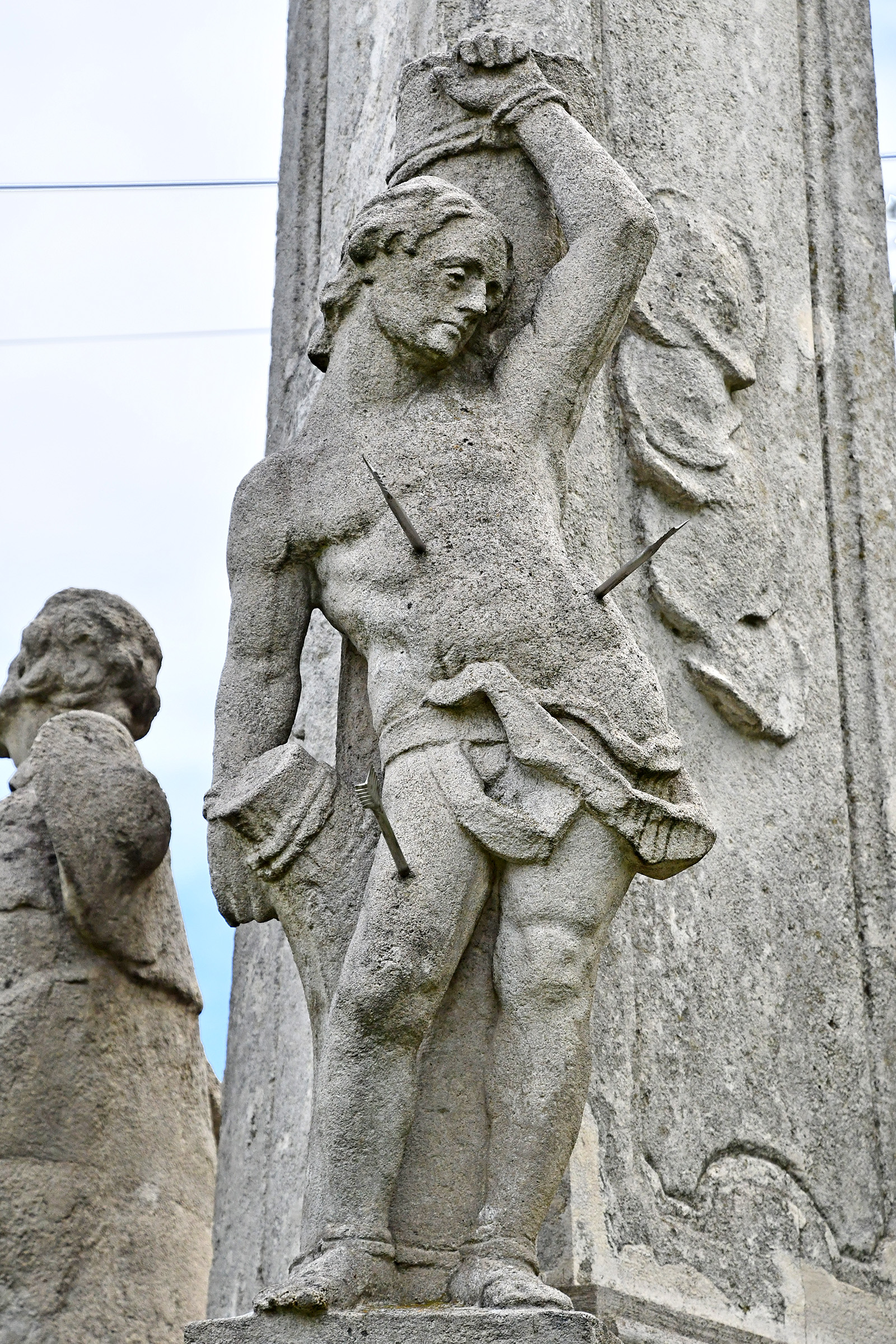
Szent Sebestyén szobra
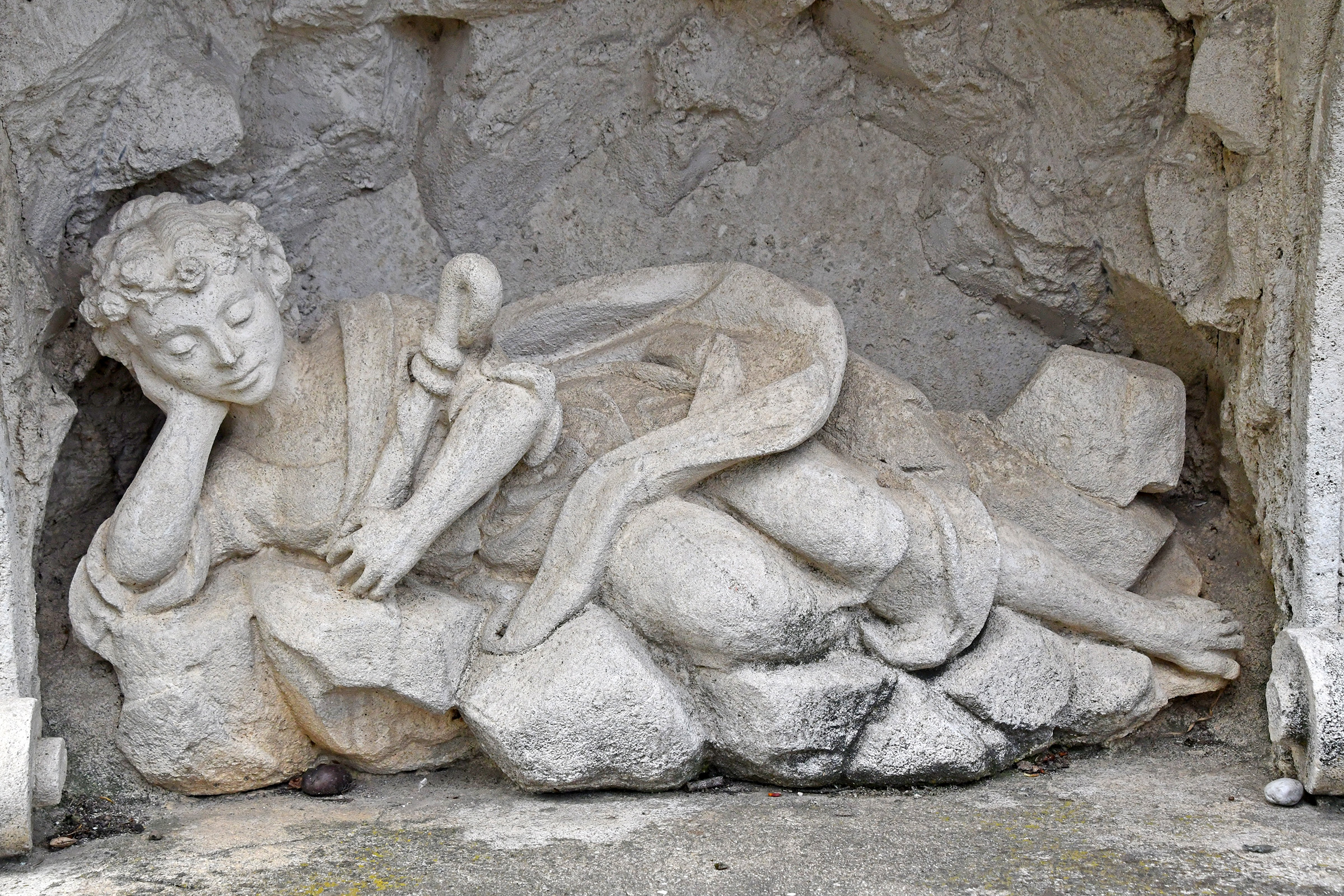
Szent Rozália szoboralakja
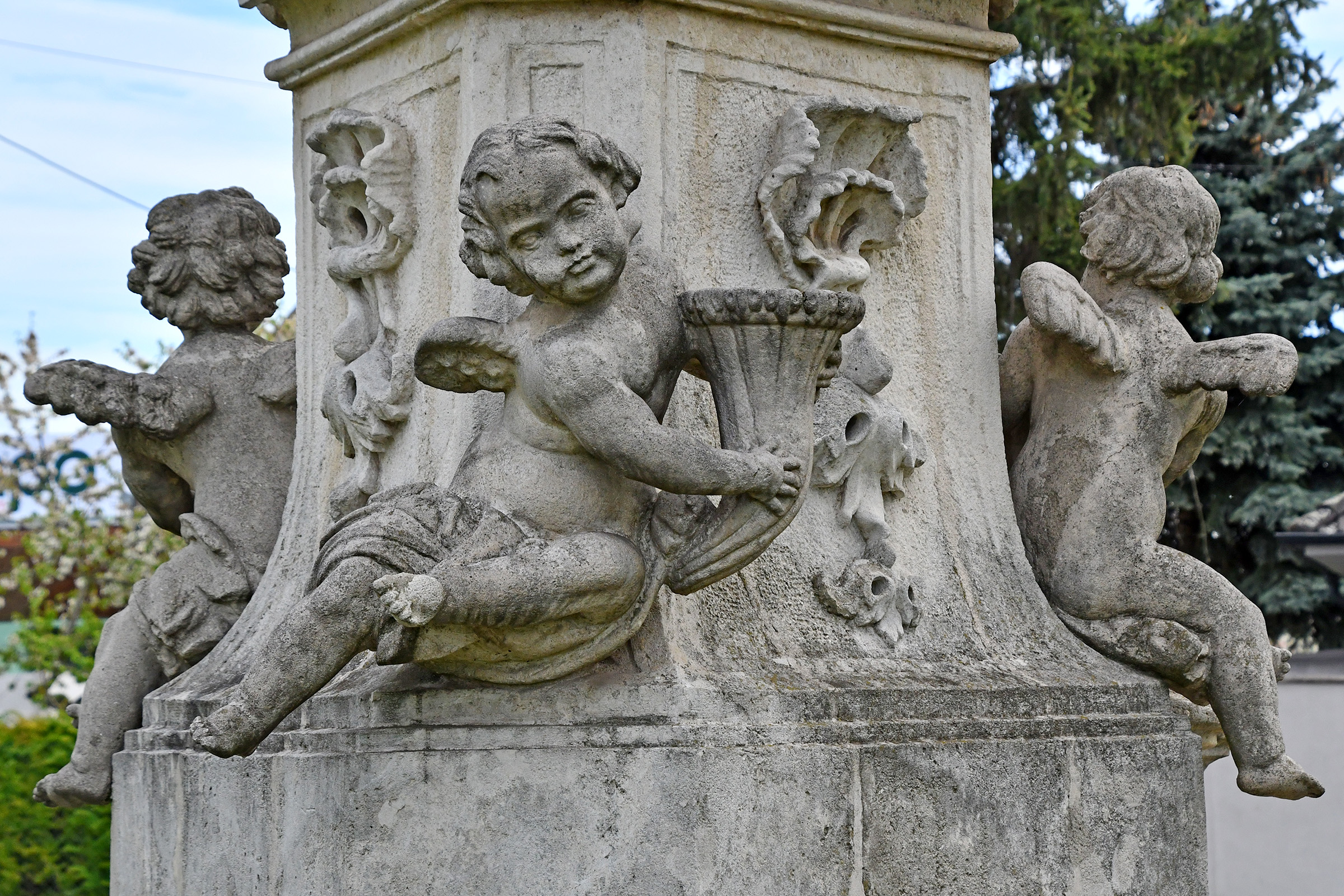
A talapzat angyalai